# 안토니우스의 내전
안토니우스의 내전(Antony's Civil War)은 로마 공화국 시기 벌어진 최후의 내전이다. 율리우스 카이사르가 암살된 뒤 마르쿠스 안토니우스의 지원을 받은 클레오파트라와 옥타비아누스 사이에 전쟁이 벌어졌다.
로마 원로원이 이집트 여왕 클레오파트라에게 전쟁을 선포하자 클레오파트라의 애인 안토니우스는 로마 공화정을 배반하고 이집트에 가담했다. 악티움 해전에서 옥타비아누스가 결정적 승리를 가두자 클레오파트라와 안토니우스는 알렉산드리아로 후퇴했다. 이후 옥타비아누스가 알렉산드리아를 공격하는 와중에 클레오파트라와 안토니우스가 자살해 전쟁이 끝났다.
앞서 벌어진 술라의 내전, 카이사르의 내전, 리베라토레스의 내전까지 합치면 1세기 동안 지속된 내전기가 이 전쟁을 마지막으로 끝났고, 팍스 로마나 시대가 시작되었다. 내전을 종식시킨 옥타비아누스는 강대한 권력을 가지게 되었고 기원전 27년 원로원은 그에게 아우구스투스라는 칭호를 헌정한다. 이제 아우구스투스가 된 옥타비아누스는 로마 제국의 초대 황제가 되어 과두제 공화국이었던 로마를 원수정 제국으로 바꾸었다.

## 같이 보기
- 로마의 내전